# Viscum album
Viscum album, chamado em português visco e, mais raro, visgo, é uma planta angiosperma da família Viscaceae.